# Hanjin Shipping
Die Hanjin Shipping Co., Ltd. (HJS) war bis 2017 eine der größten Reedereien der Welt; Unternehmenssitz war Seoul (Südkorea). Hanjin Shipping und weitere Unternehmen wie die Fluggesellschaft Korean Air, Hanjin Transport und die Werft- und Baufirma Hanjin Heavy Industries & Construction bildeten zusammen die Hanjin Group, eine der koreanischen Jaebeol und einen der führenden Logistikkonzerne der Welt.
Im August 2016 wurde ein Insolvenzverwalter bestellt. Im Februar 2017 wurde der Betrieb eingestellt.

## Geschichte

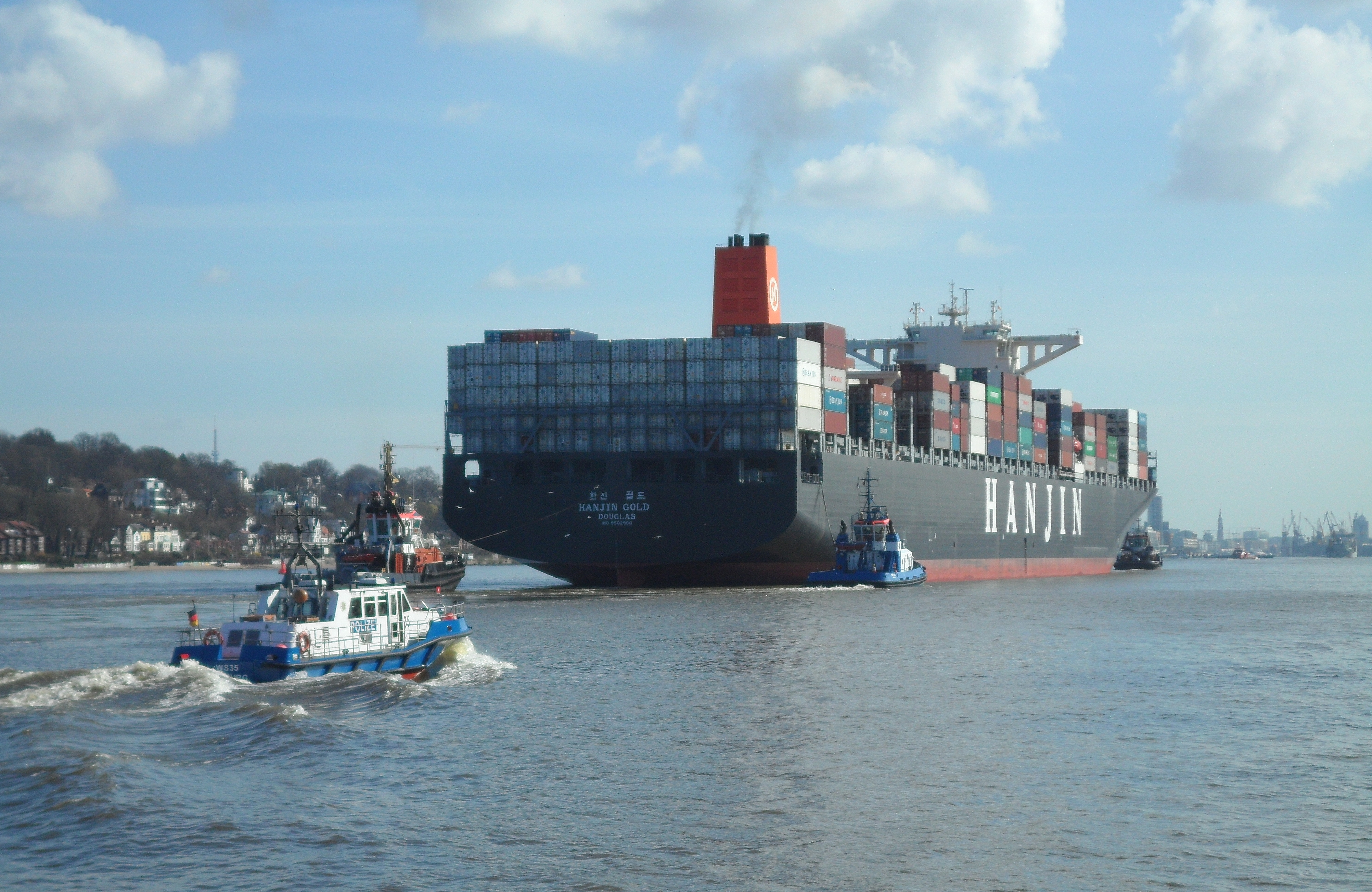
Containerschiff Hanjin Gold unter Schlepper-Assistenz mit Zielhafen Hamburg

Die Anfänge der Frachtschifffahrt innerhalb der Hanjin Group gingen zurück auf das Jahr 1945. Ein erster Container-Service wurde 1969 in Kooperation mit der damals führenden Sea-Land Corporation eingerichtet. Im Mai 1977 wurden die 'Hanjin Container Lines' gegründet; eine Fusion mit der Korea Shipping Corp. führte im Jahr 1988 zur Gründung von Hanjin Shipping.
1995 erwarb Hanjin Shipping die ebenfalls südkoreanische Reederei Keoyang Shipping; diese gehörte bis 2009 zu Hanjin. Im Jahr 1997 übernahm Hanjin eine Mehrheitsbeteiligung an der Reederei Senator Lines in Bremen (1994 aus einer Fusion der Senator Linie mit der Deutschen Seereederei Rostock [DSR] hervorgegangen). Ende Februar 2009 stellte Senator Lines aufgrund der Wirtschaftskrise und der damit verbundenen Schifffahrtskrise den Geschäftsbetrieb ein. Eine weitere Tochtergesellschaft ist der nautische IT-Dienstleister CyberLogitec. Außerdem betrieb Hanjin Shipping elf eigene Containerterminals.
Hanjin Shipping verfügte über eine Flotte von mehr als 140 Containerschiffen, Massengutfrachtern sowie Tankern und bediente mit ihren – teilweise gecharterten – Schiffen zahlreiche Linien vor allem in Ostasien, nach Europa und zur amerikanischen Westküste. Dabei werden regelmäßig über achtzig Häfen in mehr als 35 Ländern angelaufen. In Deutschland war Hanjin Shipping mit Niederlassungen in Hamburg, Bremen, Düsseldorf, Frankfurt am Main und München vertreten. In der Schweiz war Hanjin in Basel vertreten. Gemessen an der Containerkapazität der eigenen Schiffe, belegte Hanjin Shipping Anfang 2015 weltweit Platz 11. Seit März 2014 gehörte das Unternehmen zur Reederei-Allianz CKYHE (COSCO, K-Line, Yang Ming Line, Hanjin Shipping, Evergreen Marine). Zusammen wurde zunächst nur der Fernostverkehr bedient. Nachdem die US-Schifffahrtsbehörde Federal Maritime Commission (FMC) dies Ende 2014 genehmigte, sollte im Frühjahr 2015 auch dieses Fahrtgebiet in die gemeinsamen Fahrpläne aufgenommen werden.[veraltet]
Im Mai 2016 wurde mit Hapag-Lloyd, Nippon Yūsen, “K” Line, Yang Ming Line und Mitsui O.S.K. Lines „The Alliance“ gegründet.

### Insolvenz
Zum Schuldenabbau wurde von den Gläubigern ein Umstrukturierungsprogramm beschlossen, das aber scheiterte. Daher stellte das Unternehmen, das zu diesem Zeitpunkt als siebentgrößte Reederei der Welt galt, am 31. August 2016 Insolvenzantrag beim zuständigen Bezirksgericht in Seoul. Ein neuer Rettungsplan sollte bis November vorgelegt werden. Hierzu kam es jedoch nicht. Das südkoreanische Bezirksgericht gab im Februar 2017 die Auflösung des Unternehmens bekannt.
Der Insolvenzantrag führte dazu, dass bis zum 8. September 2016 89 von Hanjin betriebenen Containerschiffen und Massengutfrachtern in 26 Ländern die Zufahrt zu Häfen oder das Anlegen an Terminals aus Sorge verweigert wurde, dass Gebühren nicht bezahlt werden. Andererseits vermied Hanjin das Einlaufen aus Angst vor einer Beschlagnahme der Schiffe durch Gläubiger. Nach einem  Gerichtsurteil in den USA durften später zumindest Häfen in diesem Land angelaufen werden.
Auf etwa 70 Schiffen der Reederei, die keine Häfen anlaufen konnten oder wollten, spitzte sich die Versorgungslage zu. Bis März 2017 wurden alle Schiffe der Reederei verkauft oder verschrottet.